# Harold Land
Harold de Vance Land (18 de diciembre de 1928 – 27 de julio de 2001) era un saxofonista tenor norteamericano de hard bop y post bop. Desarrolla su estilo tocando con el grupo de Max Roach y Clifford Brown alcanzando un estilo avanzado y personal. Su tono era fuerte y emocional, con una cierta fragilidad que le hizo fácil de reconocer.

## Biografía
Land nació en Houston y creció en San Diego. Empieza a tocar a la edad de 16 años. Hace su primer registro como líder del Harold Land All Stars, para Savoy Records en 1949. En 1954 se une al quinteto de Clifford Brown/Max Roach. Debido a problemas familiares se traslada a Los Ángeles en 1955. Allí toca con Curtis Counce, dirige sus grupos propios y codirige grupos con Bobby Hutcherson, Blue Mitchell y Red Mitchell. A partir de los años 70 su estilo muestra la influencia de John Coltrane.
En los años 80  trabaja regularmente con el Timeless All Stars, un grupo patrocinado por el sello discográfico de jazz Timeless. El grupo lo formaban con él, Cedar Walton en el piano, Buster Williams en el bajo, Billy Higgins en la batería, Curtis Fuller en el trombón y Bobby Hutcherson en el vibráfono. También actuaba con su propia banda durante esa época, a menudo incluyendo a su hijo en el piano y presentando también a Bobby Hutcherson y Billy Higgins. Durante estos años toca regularmente en Hop Singhs en Marina Del Rey, en el área de Los Ángeles y en el Keystone Korner en San Francisco.
Land era profesor en la Universidad de California en Los Ángeles. Se une al Programa de Estudios de Jazz como conferenciante en 1996 para enseñar jazz instrumental combo. "Harold Land fue uno de los músicos que más aportaron en la historia del saxo de jazz," ha dicho el guitarrista Kenny Burrell, fundador y director del Programa de Estudios de Jazz de la UCLA. 
Land murió en julio de 2001 de un infarto, a la edad de 72 años.
La banda de rock progresivo Yes incluía una canción titulada "Harold Land" en su álbum de debut en 1969.

## Discografía

### Como líder
- 1958: Harold in the Land of Jazz (Contemporary) also released as Grooveyard
- 1959: The Fox (HiFi Jazz)
- 1960: West Coast Blues! (Jazzland)
- 1960: Eastward Ho! Harold Land in New York (Jazzland)
- 1960: Take Aim (Blue Note) - released 1980
- 1961: Hear Ye! (Atlantic) as the Red Mitchell-Harold Land Quintet
- 1963: Jazz Impressions of Folk Music (Imperial)
- 1967: The Peace-Maker (Cadet)
- 1971: A New Shade of Blue (Mainstream)
- 1971: Choma (Burn) (Mainstream)
- 1977: Damisi (Mainstream)
- 1977: Mapenzi with Blue Mitchell (Concord Jazz)
- 1981: Xocia's Dance (Muse)
- 1995: A Lazy Afternoon (Postcards Records)
- 2001: Promised Land (Audiophoric)

### Como sideman
Con Roy Ayers
- Virgo Vibes (Atlantic, 1967)

Con Clifford Brown y Max Roach
- Jam Session (EmArcy, 1954) - with Maynard Ferguson and Clark Terry
- Brown and Roach Incorporated (EmArcy, 1954)
- Daahoud (Mainstream, 1954 [1973])
- Clifford Brown & Max Roach (EmArcy, 1954–55)
- Study in Brown (EmArcy, 1955)

Con Dolo Coker
- Dolo! (Xanadu, 1976)

Con Curtis Counce
- The Curtis Counce Group (Contemporary, 1956)
- You Get More Bounce with Curtis Counce! (Contemporary, 1957)
- Carl's Blues (Contemporary, 1957 [1960])
- Sonority (Contemporary, 1957-8 [1989])
- Exploring the Future (Dooto, 1958)

Con Ella Fitzgerald
- Things Ain't What They Used to Be (And You Better Believe It) (1969)

Con Bill Evans
- Quintessence (Fantasy Records, 1976)

Con Chico Hamilton
- Chic Chic Chico (Impulse!, 1965)

Con Hampton Hawes
- For Real! (Contemporary, 1958 [1961])
- Universe (Prestige, 1972)

Con Billy Higgins
- Bridgework (Contemporary, 1987)
- ¾ for Peace (Red, 1993)
- Billy Higgins Quintet (Sweet Basil, 1993)

Con Elmo Hope
- The Elmo Hope Quintet featuring Harold Land (Pacific Jazz, 1957)

Con Freddie Hubbard
- Born to Be Blue (Pablo, 1982)

Con Bobby Hutcherson
- Medina (Blue Note, 1969)
- Total Eclipse (Blue Note, 1968)
- Blow Up (Blue Note, 1969)
- Now! (Blue Note, 1969)
- San Francisco (Blue Note, 1970)
- Head On (Blue Note, 1971)
- Cirrus (Blue Note, 1974)
- Inner Glow (Blue Note, 1975)
- Farewell Keystone (Theresa, 1982 [1988])

Con Les McCann
- Les McCann Sings (Pacific Jazz, 1961)

Con Wes Montgomery
- Montgomeryland (Pacific Jazz, 1958)
- Wes, Buddy and Monk Montgomery (Pacific Jazz, 1959)

Con Blue Mitchell
- Stratosonic Nuances (RCA, 1975)
- African Violet (Impulse!, 1977)
- Summer Soft (Impulse!, 1978)

Con Donald Byrd
- Ethiopian Knights (Blue Note, 1971)

Con Hampton Hawes
- De verdad! (Contemporáneo, 1958)

Con Timeless All Stars (Cedar Walton, Curtis Fuller, Bobby Hutcherson, Buster Williams, Billy Higgins)
- It's Timeless (Timeless, 1982)
- Timeless Heart (Timeless, 1983)
- Essence: The Timeless All Stars (Delos, 1986)
- Time For the Timeless All Stars (Early Bird Records, 1991)

Con Gerald Wilson
- You Better Believe It! (Pacific Jazz, 1961)
- Moment of Truth (Pacific Jazz, 1962)
- Portraits (Pacific Jazz, 1964)
- On Stage (Pacific Jazz, 1965)
- Feelin' Kinda Blues (Pacific Jazz, 1965)
- The Golden Sword (Pacific Jazz, 1966)
- Live and Swinging (Pacific Jazz, 1967)
- Everywhere (Pacific Jazz, 1968)
- California Soul (Pacific Jazz, 1968)
- Eternal Equinox (Pacific Jazz, 1969)

Con Jimmy Woods
- Conflict (Contemporary, 1963)